# 哈瑟爾巴赫河 (卡梅爾河支流)
48°19′39″N 10°22′12″E / 48.32750°N 10.37000°E

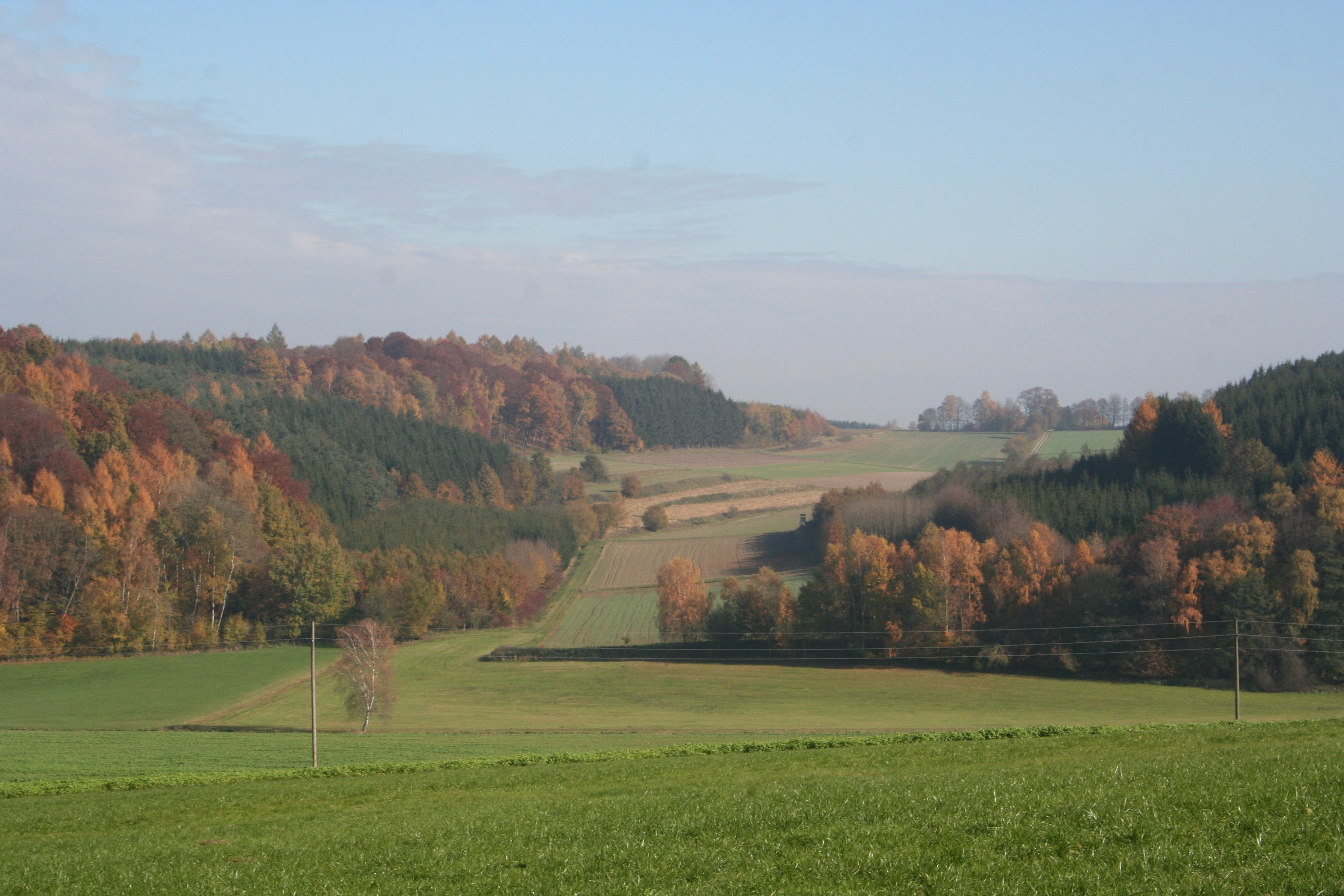

哈瑟爾巴赫河是德國的河流，位於該國東南部，由巴伐利亞負責管轄，屬於卡梅爾河的右支流，河道全長18.1公里，流域面積34平方公里。